# Irwin Rose
Irwin Allan Rose (16. juli 1926 - 2. juni 2015 var en amerikansk biokemiker. I 2004 modtog han nobelprisen i kemi sammen med Aaron Ciechanover og Avram Hershko for opdagelsen af ubiquitin-medieret proteinnedbrydning.